# Curent artistic
Un curent artistic este o tendință sau un stil în artă, cu o filosofie sau scop specific comun, urmat de un grup de artiști pe o perioadă determinată de timp, (de obicei de câteva luni, ani sau decenii) sau, cel puțin, pe perioada de apogeu a curentului artistic, definită într-un număr de ani. Curentele artistice au fost în special importante în arta modernă, când orice curent consecutiv era considerat drept un nouă avangardă. 

## Conceptul Modernismului
Potrivit teoriilor asociate cu modernismul și cu conceptul de postmodernism, curentul artistic este  important în special în perioada de timp corespunzătoare artei moderne. Perioada de timp numită "artă modernă" este considerat ca s-a schimbat aproximativ la jumătatea secolului al XX-lea, iar arta făcută ulterior este în general numită artă contemporană. Postmodernismul în arta vizuală începe și funcționează ca o paralelă cu modernismul târziu și se referă la acea perioadă după perioada "modernă" numită artă contemporană. Perioada postmodernă a început în timpul modernismului târziu (care este o continuare contemporană a modernismului) și, după unii teoreticieni, postmodernismul sa încheiat în secolul 21.  În perioada de timp corespunzătoare "artei moderne", fiecare mișcare consecutivă a fost adesea considerată o nouă avangardă.

## Curentele artistice din sec.XIX și XX (perioada Modernista)

### Secolul XIX
| - Arta Academică, cca. 1500–1900 - Estetism - Impresionismul American - Art Nouveau, cca. 1890–1910 - Mișcarea artistică Arts and Crafts, fondată în cca. 1860 - Școala de la Barbizon, cca. 1830–1870 - Stil biedermeier, cca. 1815-1848 - Cloisonism, cca. 1888–1900 - Epoca de Aur Daneză - Curentul Decadent - Divizionism, cca. 1880–1910 - Școala Düsseldorf - Expresionism, cca. 1890–1930 - Romantismul German, cca. 1790–1850 - Epoca Gründerzeit - Școala de Arte Vizuale de la Haga, cca. 1860–1890 - Școala Heidelberg - Pictura istorică, cca. 1400–1900 - Grupul Hoosier - Școala Hudson River, cca. 1820–1900 - Impresionism, cca. 1860–1920 - Artele incoerente, cca. 1882-1890 - Les Nabis, cca. 189–1900 |  | - Grupul Celor Douăzeci - Luminism - Școala Lyon - Macchiaioli, cca. 1850–1900 - Lumea Artei, fondat în 1898 - Modernism, cca. 1860-prezent - Naturalism - Nazarene, cca. 1810s–1830 - Neo-Clasicism, cca. 1780–1900 - Neo-impresionism, cca. 1880–1910 - Norwegian romantic nationalism, cca. 1840–1867 - Școala Norwich, fondată în 1803 - Orientalism - Peredvizhniki - Pointilism, cca. 1880–1910 - Școala Pont-Aven, cca. 1850–1890 - Postimpresionism, cca. 1880–1900 - Prerafaeliții - Realism, cca. 1850–1900 - Romantism, cca. 1750–1890 - Simbolism - Sinthetism, cca. 1877–1900 - Tonalism, cca. 1880–1915 - Secesiunea vieneză, fondată în 1897 |  |

### Secolul XX

#### 1900-1918
| - Academism, cca. 1900-prezent - Realismul american, cca. 1890–1920 - Cubism, cca. 1909–1912 - Art Déco, cca. 1920–1940 - Școala Ashcan, cca. 1890–1920 - Secesiunea berlineză, fondată în 1898 - Grupul Camden Town, cca. 1911–1913 - Constructivism, cca. 1920–1922, 1920–1940 - Cubism, cca. 1906–1919 - Cubo-Futurism, cca. 1912–1918 - Dadaism, cca. 1916–1922 - Der Blaue Reiter, cca. 1911–1914 - De Stijl, cca. 1917–1931 - Die Brücke, fondat în 1905 - Expresionism cca. 1890–1930 - Fauvism, cca. 1900–1910 - Futurism, cca. 1909–1916 - Expresionismul german, cca. 1913–1930 - Grup celor Șapte, cca. 1913–1930 |  | - Luminism (Impresionism), cca. 1900–1930 - Modernism, cca. 1860–prezent - Neoclasicism, cca. 1900–prezent - Orfism, cca. 1910–1913 - Secesiunea Foto, fondată în cca. 1902 - Picasso Perioada albastră, (1901–1904) - Picasso Perioada roz, (1904–1906) - Picasso Perioada africană, (1906–1909) - Arta metafizică, cca. 1911–1920 - Purism, cca. 1917–1930 - Raionism - Secțiunea de Aur, cca. 1912–1914 - Suprematism, fondat în cca. 1915–1916 - Sincromism, fondat în 1912 - Vorticism, fondat în 1914 |  |

#### 1918-1945
| - Arbeitsrat für Kunst - Art Deco - Bauhaus, cca. 1919–1933 - Artă concretă - Der Ring - De Stijl, cca. 1917–1931 - Școala de la Paris - Abstracția geometrică - Gruppo 7 - Stilul internațional, cca. 1920–1970 - Kapists, cca. 1930 |  | - Realism magic - Neo-Romantism - Noua Obiectivitate - Novecento Italiano - Precizionism, cca. 1918–1940 - Regionalism, cca. 1930–1940 - Școala Romană, cca. 1928–1945 - Realism social, cca. 1920–1960 - Realism socialist - Suprarealism, cca. 1920–1960 |  |

#### 1945-1965
| - Expresionism abstract - Action painting - Arte Povera - Asamblaj - Genetația beat - CoBrA - Color Field - Fluxus - Happening - Cinetism - Lettrism |  | - Lyrical abstraction - Neo Dadaism - Brutalism - Op-art - Abstracție organică - Art brut - Pop Art - Public art - Arta retro - Arta serială - Situaționism - Tașism |  |

#### 1965-2000
| - Arte Povera - Fotografie - Body Art - Realism clasic - Arta conceptulă - Dogma 95 - Funk art - Instalație - Net-art - Land art - Modernism târziu - Lumină și spațiu |  | - Abstracție lirică - Massurrealism - Minimalism - Neoexpresionism - Neo-pop - Performance Art - Postminimalism - Postmodernism - Fotorealism - Arta relațională - Site-specific art - Sound Art - Steampunk - Transavanguardia - Video Art |  |

### Secolul XXI
| - Arta algoritmică - Altermodernism - Computer art - Grafică digitală - Electronic Art - Environmental art - Hiperrealism - IMMAGINE&POESIA - Intentism - Net-art |  | - Metamodernism - Neo-minimalism - Arta media - Post-postmodernism - Arta relațională - Remodernism - SoFlo Superflat - Stuckism - Superflat - Superstroke - Toyism - Arta transgresivă |  |